# Òlt
|  | Aquest article tracta sobre el departament francès. Si cerqueu l riu homònim, vegeu «Riu Òlt». |

Òlt (46) (en francès Lot i en occità Òlt, i també Òut) és un departament francès situat a la regió Occitània.